# ポール・ピンズラー
ポール・ピンズラー（英語:Paul Pimsleur、1927年10月17日 - 1976年6月22日）は、応用言語学者。ピンズラーメソッドを確立した人物として知られる。ピンズラーメソッドは言語学習・教育理論に顕著な影響を与えた。

## 略歴
ポール・M・ピンズラーはニューヨーク市に生まれ、ブロンクス区で育った。父のソロモンはフランスからの移民で、作曲家であった。アメリカ生まれの母はコロンビア大学で司書を務めていた。ピンズラーはニューヨーク市立大学で学士号を取得、コロンビア大学で、心理統計学の修士号とフランス語学の博士号を取得した。

## 業績
彼の最初の職はカリフォルニア大学ロサンゼルス校（UCLA）の音声学・音韻論担当教員だった。その後、オハイオ州立大学（OSU）でフランス語と外国語教育を教えた。当時、OSUの外国語教育学科博士課程は全米屈指のプログラムとして位置づけられていた。彼が設立したリスニング・センターはアメリカ最大の言語研究所になった。センターはオハイオ・ベルとの協働によって発展し、電話を通して聞くことができる自動再生テープを用いることで、自分にあったペースで言語学習ができるようになった。
その後、ピンズラーはニューヨーク州立大学オールバニ校に移籍し、教育学・ロマンス諸語担当教授に就任、教育学とフランス語を教えた。1968年 - 1969年にかけてハイデルベルク大学でフルブライト・プログラム講師を務め、米国外国語教育委員会（ACTFL）を共同設立した。言語学習の心理学を研究し、1969年に国際応用言語学会の第二言語習得部会責任者に就任した。
彼の研究は言語の習得過程の理解、特に言語の形式的構造を知らずに言語を話すようになる子供の学習プロセスに焦点をあてていた。この現象を彼は"有機的学習"（organic learning）と呼んだ。研究対象として子供、大人、そして多言語に通じた大人からなるグループの学習プロセスを調査した。この結果生まれたのがピンズラー式言語学習法である。ピンズラーの著書・論文の多くは言語学習・教育理論に大きなインパクトを与えた。
1958年から1966年まで、ピンズラーは過去の言語学習に関わる言語学や心理学の研究をレビューした。また、それとは別に独自の研究も進めていた。その研究成果が、1963年に米国現代語学文学協会から発表された共著書「外国語学習における達成不全（Underachievement in Foreign Language Learning）」である。
この研究を通して、彼は言語習熟度を測る3つの要素を突き止めた。言語理解力（verbal intelligence）、聴解力（auditory ability）、そして動機（motivation）がそれである。ピンズラーと彼の協力者はこの3つの要素に基いて言語習熟度を測定する「ピンズラー言語習熟度バッテリー（Pimsleur Language Aptitude Battery, PLAB）」を開発した。ピンズラーは、他の教科では成績がよいにもかかわらず外国語学習が不得意な学生に関心を持った最初の言語教育者である。今日、PLABは中等学校の生徒の言語習熟度や言語障害の度合いを測定するために用いられている。

## 逝去
1976年、フランス訪問中に心臓発作によって突然亡くなった。

## 後世への影響
1977年、ACTFL-MLJ 外国語教育に関する研究に対してのポール・ピンズラー賞が新設された。この賞は彼の名前を引き継ぎ、年1回受賞者が決められる。
1997年にサイモン＆シュスター社に会社を売却するまで、ポールのビジネスパートナーであったチャールズ・ハインルがピンズラー言語プログラムの開発を続けた。
2006年、ピンズラーの娘のジュリアは、外国語教育に関する「小さなピム」（Little Pim）というDVDを出した 。
2013年、サイモン＆シュスター社はピンズラー式語学課程の開発50周年を記念し、ピンズラーの語学に関する書籍 の書籍版と電子書籍版を再出版した。

## 著作
- Pimsleur, Paul; Quinn, Terence (editors). The psychology of second language learning: papers from the Second International Congress of Applied Linguistics, Cambridge, 8–12 September 1969. London, Cambridge University Press, 1971. ISBN 0521082366
- Poems make pictures; pictures make poems. Poems by Giose Rimanelli and Paul Pimsleur. New York : Pantheon Books. 1972. ISBN 0394923871
- Pimsleur, Paul. Encounters; a basic reader. [simplified by] Paul Pimsleur [and] Donald Berger. New York, Harcourt Brace Jovanovich. 1974. OCLC 947550
- Pimsleur, Paul. How to learn a foreign language. Boston, Mass. : Heinle & Heinle Publishers, 1980.